# Деркач, Роман Степанович
Роман Степанович Деркач (укр. Роман Степанович Деркач; род. 13 ноября 1965, Солонка, Львовская область) — советский и украинский футболист и тренер.

## Игровая карьера
Воспитанник СДЮШОР «Карпаты» (Львов). Первый тренер — Анатолий Тищенко. Во взрослой команде «Карпат» дебютировал 20 апреля 1989 года в матче против ленинградского «Динамо». В высшей лиге чемпионата Украины дебютировал 6 марта 1992 года в матче против одесского «Черноморца». Всего в «Карпатах» с 1989 по 1992 годы в чемпионатах СССР и Украины сыграл 114 матчей, забил 1 гол (в ворота «Ширака» из Ленинакана). Становился победителем буферной зоны чемпионата СССР (1991).
После «Карпат» играл в командах «Газовик» (Комарно), «Эвис» (Николаев), ФК «Львов», «Галичина» (Дрогобыч). Завершил игровую карьеру в любительской команде «Нефтяник-СКА-Орбита» (Львов) в 2001 году.

## Тренерская карьера
В 2001 году Роман Деркач возглавил «СКА-Орбиту» перед её стартом во второй лиге. Оставался главным тренером этого коллектива до его расформирования в 2002 году. В настоящее время работает старшим тренером СДЮШОР «Карпаты» (Львов). Под его руководством молодые львовские футболисты завоевали серебряные (2005) и бронзовые (2011) медали детско-юношеской лиги Украины.

## Образование
Окончил Львовский государственный институт физической культуры.